# وایمانالو بیچ (هاوایی)
وایمانالو بیچ (به انگلیسی: Waimanalo Beach) یک منطقهٔ مسکونی در ایالات متحده آمریکا است که در هاوایی واقع شده‌است. وایمانالو بیچ ۷٫۷ کیلومتر مربع مساحت و ۴٬۴۸۱ نفر جمعیت دارد و ۵ متر بالاتر از سطح دریا واقع شده‌است.